# Днём в Неаполе
«Днём в Неаполе», или «После полудня в Неаполе» (фр. L'Après-midi à Naples) — картина французского художника Поля Сезанна, написанная около 1876 года. Находится в Национальной галерее Австралии в Канберре.

## Сюжет и описание
Торговец произведениями искусства Амбруаз Воллар рассказывал, что название для картины L’Après-midi à Naples было предложено Сезанну его другом, художником-пейзажистом Антуаном Гийме. Известны два эскиза картины.
На картине изображена обнажённая пара: женщина и мужчина, лежащий на животе в постели, в то время как появляется служанка с подносом. Рука женщины чувственно покоится на спине мужчины, что отражается в очертаниях её колена и ступней, едва касающихся руки и ноги служанки, и даже в том, как край подноса едва касается угла шкафа. Углы рук служанки повторяют углы окна, шкафа, зеркала и рук лежащей пары. Словно на сцене, служанка отдёргивает занавеску, открывая самый интимный момент. Хотя Сезанн никогда не был в Италии, сцена может отражать французские стереотипы об этой стране, где послеобеденное время посвящается услаждению плоти, и Неаполе как наиболее ярком выражении Италии.
В первых акварельных эскизах присутствуют служанка, занавешивающая жилище, и чёрная кошка, однако в финальном варианте композиции художник убрал чёрную кошку, а служанку заменил на чернокожую женщину в красной набедренной повязке.

## История
После написания картина попала к парижскому агенту Сезанна Амбруазу Воллару, а от него в галерею Bernheim-Jeune в Париже. В 1910 году картина была приобретена предпринимателем и коллекционером Мане и Сезанна Огюстом Пеллереном (1852—1929), а затем перешла к его сыну Жану-Виктору Пеллерену. Около 1964 года картину приобрёл французский арт-дилер Даниэль Вильденштейн. В марте 1985 года картина была куплена у Wildenstein & Co (Нью-Йорк) Австралийской национальной галереей.